# Константин Рунов
Константин Алексеевич Рунов (на руски: Константин Алексеевич Рунов) е руски офицер, полковник. Участник в Руско-турската война (1877-1878).

## Биография

### Ранни години
Константин Рунов е роден през 1839 г. в Руската империя в семейството на потомствен дворянин. Ориентира се към военното поприще. Завършва Павловския кадетски корпус (1857). Действителна военна служба започва с офицерско звание прапоршчик в Лейбгвардейския Гренадирски полк. Служи в Михайловската артилерийска академия, Лейбгвардейския Павловски полк (1859) и Новгородския кадетски корпус като асистент по математика.
Участва в потушаването на Варшавското въстание (1863). Служи в Лейбгвардейския Павловски полк, където е библиотекар на обществото на офицерите. Началник на училището за войнишки деца (1864). Член на комисиите по устава за вътрешната служба и учебната част на армията (1874). Флигел-адютант и командир на батальон в Лейбгвардейския Павловски полк от 1875 г.

### Участие в Руско-турската война
Участва в Руско-турската война (1877-1878) в състава на Лейбгвардейския Павловски полк. След раняването на полковник Озеров в битката при Свищов е назначен за началник на Сводния конвой на император Александър II. Проявява се и в битката при Ловеч на 22 август 1877 г. В битката при Горни Дъбник на 12/24 октомври 1877 г. заедно с Павловския полк атакува Малкия редут от юг. Полковник Рунов е сред първите, които достигат до турските траншеи.

### Смърт
Тук при траншеите, заедно с щабс-капитан Николай Ширман, загива при разрив на снаряд, изстрелян по погрешка от собствената артилерия. Тялото на полковник Рунов е разкъсано отстрани чак до врата и веднага е изнесено на платнище. Съдбата на Ширман е още по-жестока. Капитанът лежи полужив с разкъсан корем и откъснат десен крак. Нечовешките страдания го карат да моли за револвер за да се самоубие. Никой не желае да изпълни молбата и щабс-капитан Ширман умира в жестоки мъки след два часа. Полковник Рунов е отнесен в дивизионния превързочен пункт в с. Чириково (дн. Садовец) и до вечерта разпитва дали е превзет редута. Когато научава за победата, няма търпение да дойде утрото за да го занесат в редута за да умре сред победителите. Последното му желание е изпълнено, но по пътя умира и в редута е занесен само трупът му.

### Гроб
На 13 октомври във вътрешността на Големия редут са изкопани един до друг два рова към които носят телата на убитите и починалите от раните. В единия гроб са поставени телата на офицерите: полковник Рунов, капитаните Ширман и Баталин и подпоручиците Мамаев 3-ти и Полонский, а в другия 17 нисши чина. Понеже липсва свещеник, над могилите вместо панихида, полковият адютант прочита „Отче наш“. На 23 октомври лично император Александър II нарежда тялото му да бъде пренесено за повторно погребение в Русия. На 26 октомври за изваждане на тялото му в редута е изпратен лекаря Уверский, протойерей Лебедев, фелдшери и работници. След панихида над гроба, останките на полковника са поставени в дървено-железен ковчег, изработен от покрива на джамията в Горни Дъбник и са изпратени на волска кола към село Долни Дъбник. За съпровождане на тленните останки до Букурещ, където ще бъдат качени на железницата, е назначен подпоручик Брилиант. В Русия тялото на полковник Рунов е превозено по Николаевската железопътна линия. На 21 ноември на гарата тленните му останки са посрещнати и съпроводени до полковата църква. На панихидата присъстват духовенството, всички офицери и нисши чинове от полка, на които той е бил батальонен командир. Тялото му е препогребано на 22 ноември в Смоленското православно гробище на Санкт Петербург.

### Памет
- Паметник от камък на полковник Константин Рунов в Парк-музей „В. Н. Лавров“ край село Горни Дъбник.

### Награди
- Орден „Свети Станислав“ 3-та степен с мечове и лъкове – за заслуги в потушаването на полското въстание (1863),
- Орден „Свети Станислав“ 2-ра степен (1872),
- Пруски орден „Червен орел“,
- Пруски бронзов медал „За усмиряване на полския метеж от 1863 – 1864 г.“
- Златно оръжие „За храброст“ - за заслуги в Битката за Ловеч на 22 август 1877 г. (1877)

### Семейство
- баща – Алексей Иванович Рунов,
- майка – Надежда Степановна,
- брат – Михаил Алексеевич Рунов.[1]

## Галерия
- Каменен барелеф на Рунов
- Полковник Константин Рунов
- Герб на дворянски род Рунови
- Карта на битката при Горни Дъбник
- Парк-музей „Генерал Н.В. Лавров“
- Карта на парка
- Братска могила на Лейбгвардейски Павловски полк